# Martin Zawada
Martin Zawada (ur. 23 października 1837 w Garkach k. Odolanowa, zm. 1924 w Lewinie Brzeskim) – ksiądz ewangelicki, proboszcz parafii ewangelickiej w Królewskiej Hucie (obecnie Chorzów).

## Życiorys
Urodził się w rodzinie rolnika, członka polskiej gminy ewangelickiej. Ukończył szkołę elementarną w Garkach k. Odolanowa, następnie gimnazjum w Ostrowie Wielkopolskim. Ukończył studia na Uniwersytecie Fryderyka Wilhelma we Wrocławiu (1857–1859), następnie na Zjednoczonym Uniwersytecie Fryderyka w Halle-Witenberg (1859–1860).
W maju 1862 zdał egzamin na kaznodzieję w Poznaniu. Początkowo pracował jako nauczyciel domowy w Morawinie k. Kalisza, później wspierał pracę duszpasterską pastora w Odolanowie. W 1863 ukończył kurs pedagogiczny w seminarium nauczycielskim w Kluczborku. Rok później, w maju zdał egzamin na pastora.
W styczniu 1865 został wikarym parafii ewangelickiej w Bytomiu i Królewskiej Hucie (obecnie Chorzów), nadzorował także szkołę ewangelicką w Królewskiej Hucie. Dzięki jego zaangażowaniu oraz kazaniach wygłaszanych po polsku, umocniła się miejscowa polska wspólnota ewangelicka.
W 1867 przez kilka miesięcy wikary parafii ewangelickiej w Gliwicach, następnie pastor parafii ewangelickiej w Namysłowie (w latach 1867–1878).
W marcu 1878 wybrany przez parafian proboszczem parafii ewangelickiej w Królewskiej Hucie (obecnie Chorzów). Nauczyciel religii w miejscowym gimnazjum. W 1883 współorganizator synodu ewangelickiego w tym mieście.
W 1884 współinicjator założenia, dzięki datkom wiernych oraz miejscowych firm, sierocińca. Współzałożyciel Ewangelickiego Związku Mężczyzn i Młodzieńców. Inicjator uruchomienia w Górnych Hajdukach (obecnie Chorzów) szkoły ewangelickiej dla 130 dzieci.
Od 1891 zaangażowany w budowę drugiego kościoła dla miejscowej wspólnoty ewangelickiej. W marcu 1897 wmurowano kamień węgielny pod jego budowę, którą ukończono w listopadzie 1898. Kościołowi nadano imię Marcina Lutra, mieści się w Chorzowie przy obecnej ul. Powstańców 13. W 1905 przeszedł na emeryturę, przez ok. rok mieszkał w tym mieście przy obecnej ul. Sobieskiego, następnie przeprowadził się do rodziny w Lewinie Brzeskim, gdzie zmarł w 1924.

## Odznaczenia
- Order Korony III klasy.